# Raimundo Pereira

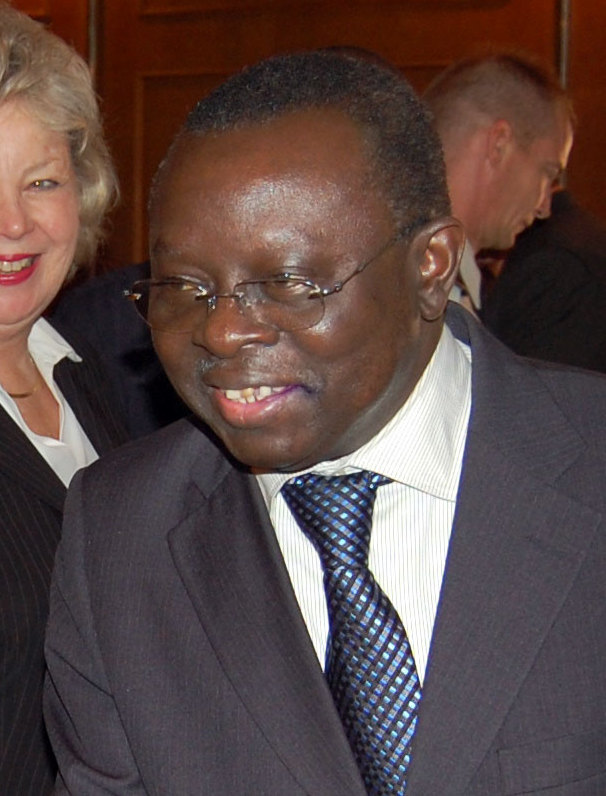
Raimundo Pereira

Raimundo Pereira (* 28. August 1956) ist ein Rechtsanwalt und Politiker aus Guinea-Bissau und war seit 2008 Präsident der Nationalversammlung.

## Politische Karriere
Der an der Universität Lissabon ausgebildete Jurist und Angehörige der Partido Africano da Independência da Guiné e Cabo Verde (PAIGC) wurde einen Tag nach der Ermordung von Präsident João Bernardo Vieira am 2. März 2009 von der Armee seines Landes als Präsident der Assembleia Nacional do Povo da Guiné-Bissau – in diese Position war er am 22. Dezember 2008 gewählt worden – zum Interims-Präsidenten ernannt und verblieb in dieser Funktion bis zum 8. Dezember desselben Jahres, gegen den Einspruch der Oppositionspartei Partido para a Renovação Social. Pereiras Aufgabe in der Interimszeit war die Organisation von Neuwahlen. Er bewarb sich selbst bei der PAIGC um die Kandidatur zur Präsidentschaft, die aber Malam Bacai Sanhá den Vorzug gab, der am 26. Juli 2009 in das Präsidentenamt gewählt wurde. Nach dem Tod Sanhás am 9. Januar 2012 übernahm Pereira das Präsidentenamt erneut kommissarisch. Am 12. April 2012 wurde die Regierung durch einen Militärputsch gestürzt. Pereira sowie der frühere Premierminister und Gewinner der ersten Runde der Präsidentschaftswahlen, Carlos Gomes Júnior, wurden festgenommen.